# Wladislaus Odonic

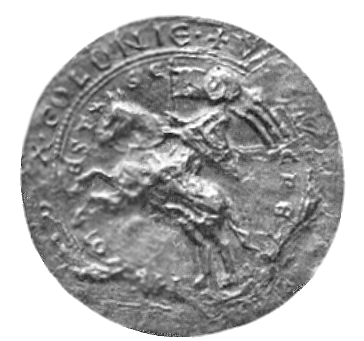

Wladislas Odonic (in het Pools Władysław Odonic of Plwacz) (1190 – Poznań, 5 juni 1239) was een zoon van Odo van Posen.
In 1206 kon de jonge Wladislas Odonic niet langer aanzien dat een  van Groot-Polen verloren ging en komt in conflict met zijn oom en opvoeder Wladislaus Spillebeen. Deze had de streek van  Kalisz (die toekwam aan Wladislas Odonic) afgestaan aan Silezië. Wladislas weet een deel van de adel van Groot-Polen voor zijn zaak te winnen, evenals de aartsbisschop van  Gniezno, Hendrik Kietlicz. De poging om Wladislaus Spillebeen omver te werpen, wordt echter een mislukking. Wladislaus Odonic vlucht naar het hof van Hendrik I met de Baard van Silezië die hem de troon van   Kalisz aanbiedt in 1208. Wladislaus Odonic, Lech de Witte en Koenraad  van Mazovië bevestigen in 1210 in Borzykowa de vele privileges aan de kerk van Łęczyca uit 1180. De kerk verwerft het privilege van de immuniteit (ze kon eigen rechtbanken hebben). 
In 1218 werd Wladislaus Odonic verjaagd door zijn oom Wladislaus Spillebeen en zocht zijn toevlucht bij Świętopełk II van Pommeren. Met diens steun begon hij in 1223 de verovering van Groot-Polen, die in 1229 werd afgerond. Tijdens een bijeenkomst van de  piasten in 1227 in Gąsawa werd Lech de Witte gedood toen hij in een hinderlaag werd gelokt door Świętopełk II van Pommeren en Wladislaus Odonic. Hendrik I met de Baard  werd daarbij zwaargewond. Begin 1231 lanceert Hendrik I een tegenoffensief tegen Groot-Polen om Wladislaus Odonic omver te werpen en  Wladislaus Spillebeen in zijn plaats te zetten. De aanval mislukte evenwel. 
Toen Wladislaus Odonic belangrijke priviliges toestond aan de bisschop en het kapittel van Poznań lokte dat in 1233 een opstand van de adel van Groot-Polen uit.Hendrik I met de Baard maakte van deze gelegenheid gebruik om beslag te leggen op een groot deel van Groot-Polen. Met uitzondering van Ujście en Nakło slaagde hij erin om Groot-Polen volledig te veroveren.
Hij was gehuwd met Hedwig van Pommeren en liet volgende kinderen na:
- Przemysl (-1257)
- Boleslaw (-1279)
- Euphemia, gehuwd met Władysław I van Opole,
- Salomea, gehuwd met Koenraad I van Glogau,
- (Hedwig, gehuwd met Casimir I van Koejavië).